# Isidoro De Villapadierna
Isidoro De Villapadierna OFMCap (* 2. Januar 1919 als Daniel Agudo González in Villapadierna, Provinz León; † 25. September 2001 in Madrid) war ein spanischer römisch-katholischer Ordenspriester.

## Leben
Der Sohn von Isidoro Agudo und Escilita González trat in das Seminar von El Pardo (Madrid) am 22. August 1929 ein. Er begann das Noviziat der Kapuziner in Bilbao am 14. August 1934. Er legte die zeitliche Profess am 15. August 1935 ab. In León legte er am 2. August 1941 die feierlichen Gelübde ab und wurde zum Priester geweiht am 8. April 1944 im dritten Jahr der Theologie. Von 1970 bis 2000 hatte er die Position des Generalarchivars des Ordens inne und koordiniert gleichzeitig die Bibliographia Franciscana.

## Schriften (Auswahl)
- El episcopado español y las Cortes de Cádiz. 1955, OCLC 1293163747.
- La cuestión religiosa en las Cortes de Cádiz (1810–1813). Madrid 1956, OCLC 850992412.
- I cinquant’anni dell’Istituto storico cappuccino. Rom 1980, OCLC 9132306.
- Bibliografia di Santa Chiara di Assisi 1930–1993. Rom 1994, OCLC 742918950.